# Astrebla pectinata
Astrebla pectinata là một loài thực vật có hoa trong họ Hòa thảo. Loài này được (Lindl.) F.Muell. ex Benth. mô tả khoa học đầu tiên năm 1878.